# Саади
Абу-Мухамад Муслиху-уд-Дин Мушриф ибн-Абдулах Ширази (Persijski: ابومحمد مصلح‌الدین بن عبدالله شیرازی‎‎), познатији под књижевничким псеудонимом Саади или (سعدی Саʿади), такође познат и као Саади од Шираза (سعدی شیرازی Саʿади Ширази), био је један од великих персијских песника и књижевника средњовековног доба. Познат је не само у земљама које говоре персијски, него је био цитиран и у западним изворима. Познат је по квалитету његових дела и по дубини социјалних и моралних мисли. Саади је широко признат као један од највећих песника класичне књижевне традиције, стекавши надимак Господар говора или Господар међу персијским учењацима

## Биографија
Рођен у Ширазу у Ирану око 1210. године, отац му је умро док је био дете. Оставио је сећања на изласке са својим оцем као дете током празника.
У својој младости, Саади је искусио сиромаштво и потешкоће и напустио је свој родни град да би отишао у Багдад у потрази за бољим образовањем. Као младић се уписао на Низамију Универзитет, где је похађао исламске науке, право, начин владавина, историју, арапску књижевност и исламску теологију.
Тешки услови након монголске инвазије Харезма и Ирана су га довели до тога да тридесет година лута у иностранству и кроз Анадолију. Посетио је Аданску луку и код Конје срео религиозне ратне проповеднике, Сирију (где помиње глад у Дамаску), Египат (где описује музику, базаре, свештенство и елиту), и Ирак (где посећује луку у Басри и реку Тигар). У својим списима спомиње кадије, муфтије Ал-Азхара, велики базар, музику и уметност. У Алепу, Саади се придружио групи суфија који су се одлучно борили против крсташа. Саадија су заробили крсташи у Акри где је провео седам година као роб копајући ровове око тврђаве. Касније је пуштен, након што су мамелуци платили откупнину за муслиманске затворенике у крсташким тамницама.
Саади је посетио Јерусалим и онда пошао на ходочашће у Меку и Медину. Верује се да је можда такође посетио Оман и друге земље на југу Арапског полуострва.
Због монголских инвазија је био принуђен да живи у забаченим подручјима и сретао је караване, преплашене за своје животе на Путу свиле. Саади је живео у изолованим камповима за избеглице, где се упознао и са разбојницима, имами, људима који су некада поседовали огромна богатства или командовали војскама, интелектуалце и обичне људе. Док су Монголи и Европљани (као што је Марко Поло) нагињали ка владарима и дворском животу владавине Илканата, Саади је био међу обичним преживелима из регије разорене ратом. Седео је у удаљеним чајџиницама касно ноћу и размењивао погледе са трговцима, сељанима, проповедницима, путницима, лоповима и суфи просјацима. Двадесет или више година се држао истог начина проповедања, саветовања, и учења, тежећи у својим проповедима мудрости и критикујући мане свог народа. Саадијева дела се одражавају на животе обичних Иранаца који пате од колебања, агоније и сукоба током бурних времена инвазије Монгола.
Саади помиње сакупљаче меда у Азербејџану који се плаше пљачки Монгола. Коначно се враћа у Персију где се састаје са пријатељима из детињства у Исфахану и другим градовима. У Хорасану се спријатељио са турским емиром по имену Туграл. Саади се придружио њему и његовим људима на путу до Синда где упознаје Пир Путура, пратиоца персијског суфија великог господара Шејка Усмана Марвандвија (1117–1274). Такође пише у својим списима о путовањима са турским емиром Тугралом у Синд (Пакистан преко реке Инд и пустиње Тар), Индију (поготово Сомнат, где наилази на Брамане), и средњу Азију (где упознаје људе који су преживели инвазију Монгола код Харезма). Туграл унајмљује Хинду стражаре. Туграл касније улази у службу богатог Делхи Султаната и Саади је позван у Делхи и касније посећује везира Гуџарата. Током боравка у Гуџарату, Саади сазнаје више о Хиндусима и посећује велики храм у Сомнати, одакле бежи због непријатног сусрета са браманима. 
Саади се вратио у Шираз пре 1257. године (година када је завршио Бустан). Саади је у својој поезији оплакивао пад Абасидског халифата и уништење Багдада од стране Монгола, које је водио Хулагу, у фебруару 1258. године.
Када се поново појавио у родном граду Ширазу, вероватно је био у касним четрдесетим годинама. Шираз, под владавином Атабака Абубакра Сада ибна Зенгија (1231–60), салгуридског владара провинције Фарс, уживао је период релативног мира. Саади не само да је био поздрављен при доласку у град, него му је указано велико поштовање од стране владара и убрајао се међу великанима провинције. Неки од Саадијевих најпознатијих хвалоспева су написани у знак захвалности и величања владајуће куће и стављени налазе се на почетку његовог знаменитог дела Бустана. Остатак живота Саади је, изгледа, проведео у Ширазу.

## Дела
Саадијева најпознатија дела су Бустан (Воћњак) завршен 1257. године и Ђулистан (Ружичњак) из 1258. године. Бустан је написан у стиху. Састоји се од прича које пригодно илуструју стандардне врлине препоручене муслиманима (правда, племенитост, скромност, задовољство) и размишљања о понашању дервиша и њиховим екстатичким обичајима. Гулистан је већински писан у прози и садржи приче и лично доживљене анегдоте. Текст је проткан разним кратким песама које садрже афоризме, савете, и духовита размишљања, показујући Саадијеву дубоку свест о апсурдности људске егзистенције. Судбина оних који зависе од променљивих расположења владара је у супротности са слободом дервиша.
О значају професија Саади пише:
О најдражи својих очева, научите занат јер се на имовину и богатство света не треба ослањати; такође, сребро и злато су прилика да будеш у опасности јер их или може лопов украсти одједном или власник постепено трошити; али професија је жива фонтана и трајно богатство; и иако професионалан човек може изгубити богатства, то није важно јер је професија сама по себи богатство и где год ишли, уживаћете поштовање и седети на високим местима, док ће они који не знају занат скупљати мрвице и доживети потешкоће.
Саади је такође запамћен као панегириста и лиричар и аутор је многих ода које приказују људска искуства, а такође је аутор специфичних ода као што је јадиковање над падом Багдада након монголске инвазије 1258. године. Његови текстови се налазе у Газалијат (Лирика), а његове оде у збирци Касаида. Такође је познат по великом броју дела на арапском језику. 
У Бустану, Саади пише о човеку који прича о свом животу за време битке са Монголима:

У Исфахану сам имао пријатеља који је био ратоборан, ватрен и лукав....после дугог времена сам га срео: „О ловцу на тигрове! узвикнуо сам, шта те је учинило да изгледаш оронуло као стари лисац?“
Насмејао се и рекао: „Од дана рата против Монгола, избацио сам из главе мисли о борби. Тада сам видео земљу прошарану копљима попут шуме од трске. Подигала се као дим прашина сукоба; али када срећа нема, од какве је користи бес? Ја сам онај који, у борби, може копље протурити кроз прстен у шаци; али, како се моја звезда и ја нисмо спријатељили, окружили су ме са свих сртрана. Искористио сам прилику за бег, јер се само будала бори са судбином. Како ми мој шлем и оклоп могу помоћи, када ми моја блистава звезда не показује наклоност? Када кључ победе није у шаци, нико не може пробити врата похода голим рукама.
Непријатељ је био као чопор леопарда, а сви јаки као слонови. Главе хероја су биле обложене гвожђем, као и копита коња. Терали смо своје арапске пастуве и кад су обе војске наишле једна на другу, рекло би се да су срушило небо на земљу. Од кише стрела, које су падале као град, олуја смрти се рађала на сваком кораку. Ниједан од наших војника није изашао из борбе а да му оклоп није био натопљен крвљу. Нису наши мачеви били тупи, већ је то била освета звезда лоше среће. Надјачани, предали смо се, као што би се риба предала, и иако је заштићена крљуштом, ухваћена је куком и мамцем. Пошто је срећа окренула своје лице, бескористан је био наш штит против стрела судбине.

### Адамови синови
Саади је познат по својим афоризмима, од којих је најпознатији Бани Адам (Адамови синови), који је део Гулистана. На деликатан начин позива на рушење свих баријера између људских бића.
بنى‌آدم اعضای یک پیکرند
که در آفرینش ز یک گوهرند
چو عضوى به درد آورَد روزگار
دگر عضوها را نمانَد قرار
تو کز محنت دیگران بی‌غمی
نشاید که نامت نهند آدمی
Ljudi su dijelovi jednoga tijela
Jer čovjek je stvoren od iste materije.
Kad jedan dio oboli
Ni drugi ne ostaju u miru.
Ti, koji se ne brineš za nevolje drugih
Nisi dostojan da te zovu čovjekom.

Инспирација за те стихове је хадис, или изрека, пророка Мухамеда у којем каже: „Пример верника (Муслимана) у својој наклоности, милости и сажаљењу за друге се види на примеру тела. Када боли било који уд, цело тело реагује несаницом и грозницом.“”

## Легат и поетски стил
Саади прави разлику између духовних и практичних, или световних аспеката живота. У Бустану, на пример, духовни Саади користи земаљски свет као одскочну даску да себе одведе ван земаљских царстава. Слике у Бустану су деликатне по природи и умирујуће. У Гулистану, с друге стране, световни Саади смањује духовност да додирне срце својих супутника. Овде су слике живописне и, захваљујући Саадијевој спретности, остају трајно у уму читаоца. Такође је реалистична подела: шејх који проповеда у текији доживљава потпуно другачији свет од трговца који пролази кроз град. Јединствена ствар у вези Саадија је да отеловљује и суфију и шејха и путујућег трговца. Они су, како и сам каже, два зрна бадема у истој љусци.
Саадијев стил прозе, описан као „једноставан, али немогућ за имитирати“ тече прилично природно и без напора. Његова једноставност, међутим, заснива се на семантичкој мрежи састављеној од синонимије, хомофоније, и оксиморона подупртих унутрашњим ритмом и спољашњом римом.
Главни међу овим радовима је Гетеов West-Oestlicher Divan. Андре де Риер је био први Европљанин који је представио Саадија на Западу, путем делимичног француског превода Ђулистана 1634. године. Адам Олеариус се убрзо појавио са потпуним преводом Бустана и Ђулистана на немачки 1654. године.
У својим Предавањима о Естетици, Хегел је писао:

Пантеистичка поезија је имала, мора се признати, виши и слободнији развој у исламском свету, поготово међу Персијанцима ... Пуно цветање персијске поезије долази до врхунца потпуног преображаја у говору и националном карактеру, кроз Мохамедианизам ... У каснијим временима, поезија овог реда [Фирдовсијева епска поезија] је имала наставак у љубавној епици изузетне нежности и сласти; али је уследио преокрет ка дидактици, у којој је, са богатим животним искуством, Саади био господар пре него што је потонула у дубине пантеистичког митицизмав који је учен и препоручен у невероватним причама и легендарним нарацијама великог Џалал-ед-Дин Румија.

Александар Пушкин, један од најславнијих руских песника, цитирао је Саадија у свом делу Евгеније Оњегин, „као што је Саади певао у ранијим годинама, 'неки су далеко, неки су мртви'.“Ђулистан је имао утицаја на бајке Жан де Лафонтена. 
Бенџамин Френклин је такође у једном од својих дела, DLXXXVIII Прича о прогањању, цитирао једну од Саадијевих прича из Бустана, наводно не знајући извор. 
Ралф Волдо Емерсон је такође био заинтересован за Саадијева дела, сам доприносећи неким издањима превода Саадијевих дела. Емерсон, који је читао Саадија само у преведеном облику, поредио је његово писање са Библијом, у смислу мудрости и лепоте нарације.
Треће име француског физичара Николас Леонард Сади Карно-а је узето из Саадијевог имена. Изабрао га је његов отац, Лазар Карно.

## Маузолеј
- Саадијев маузолеј у Ширазу у Ирану
- Мозаик на маузолеју
- Саадијева гробница у маузолеју
- Гробница шејха Саадија рад Ежен Фландена, 1851.
- аадијева гробница од рад Паскала Косте, 1867.